# Ztraceni na Manhattanu
Ztraceni na Manhattanu (v anglickém originále If Lucy Fell) je americká filmová komedie z roku 1996. Režisérem filmu je Eric Schaeffer. Hlavní role ve filmu ztvárnili Sarah Jessica Parker, Eric Schaeffer, Ben Stiller, Elle Macpherson a James Rebhorn.

## Obsazení
| Sarah Jessica Parker | Lucy Ackerman      |
| Eric Schaeffer       | Joe Macgonaughgill |
| Ben Stiller          | Bwick Elias        |
| Elle Macpherson      | Jane Lindquist     |
| James Rebhorn        | Simon Ackerman     |
| Robert John Burke    | úžasný muž         |
| David Thornton       | Ted                |
| Bill Sage            | Dick               |
| Scarlett Johansson   | Emily              |